# HB Studios
HB Studios est un studio de développement de jeux vidéo, fondé en juillet 2000 par Jeremy Wellard, un développeur anglais qui a débuté en travaillant pour Audiogenic et Codemasters.
En juillet 2012, le développeur ferme son studio situé à Halifax.

## Ludographie
- 2001 Cricket 2002, PS2, PC
- 2003 Rugby 2004, PS2, PC
- 2003 Cricket 2004, PS2, PC
- 2005 Rugby 2005, XBOX, PS2, PC
- 2005 Cricket 2005, XBOX, PS2, PC
- 2006 FIFA Street 2, PSP
- 2006 Rugby 06, XBOX, PS2, PC
- 2006 Cricket 07, PS2, PC
- 2006 Madden NFL 07, Wii (codéveloppé par EA Canada)
- 2007 UEFA Champions League 2006-2007, PS2, PSP, PC
- 2007 Rugby 08, PS2, PC
- 2007 NBA Live 08, PS2, PC
- 2007 NHL 08, PS2, PC
- 2008 UEFA Euro 2008, PS2, PSP, PC
- 2008 Big Beach Sports, Wii
- 2008 Rock Revolution, Wii, DS
- 2008 NBA Live 09, Wii, PS2, PSP
- 2008 NHL 09, PS2, PC
- 2009 Football Academy, DS
- 2009 Tiger Woods PGA Tour 10, PSP, PS2
- 2009 HB Arcade Cards, WiiWare
- 2009 FIFA 10, PC, PS2, PSP
- 2009 NBA Live 10, PSP
- 2010 Coupe du monde de la FIFA : Afrique du Sud 2010 - Wii, PSP (versions PS3 et 360 codéveloppées avec EA Canada)
- 2010 FIFA 11 Ultimate Team - 360, PS3 (codéveloppé par EA Canada)
- 2010 Backyard Sports: Sandlot Sluggers - Wii, 360, PC
- 2010 FIFA 11 - versions PS2, PSP
- 2010 HB Arcade Disc Golf - WiiWare, DSiWare
- 2010 Backyard Sports: Rookie Rush - Wii, 360, PC
- 2011 Rugby World Cup 2011 - Playstation 3, Xbox 360
- 2011 Madden NFL 12 - Wii, PSP, PS2
- 2014 Rugby 15[2].  - Xbox One, 360, PS4, PS3
- 2014 MLB.com Home Run Derby 2014 - iOS, Android
- 2015 The Golf Club -PS4, PC, Xbox One
- 2015 Rugby 15 - PS4, Xbox One, PC, PS3, Xbox 360, PS Vita
- 2015 Rugby World Cup 2015 - PS4, Xbox One, PC, PS3, Xbox 360, PS Vita
- 2015 RBI Baseball 2015 - PS4, Xbox One, PC, Mac, iOS, Android
- 2016 Mark McMorris Infinite Air - PS4, Xbox One, PC
- 2016  RBI Baseball 2016 - PS4, Xbox One, PC, Mac, iOS, Android
- 2017 The Golf Club VR - HTC Vive
- 2017 The Golf Club 2 PS4, PC, Xbox One
- 2018 The Golf Club 2019 featuring PGA Tour - PS4, Xbox One, PC
- 2020 PGA Tour 2K21 - PS4, Xbox One, PC, Nintendo Switch, Stadia